# Cilunculus mergus
Cilunculus mergus là một loài nhện biển trong họ Ammotheidae. Loài này thuộc chi Cilunculus. Cilunculus mergus được miêu tả khoa học năm 2004 bởi Bamber.